# Кијево (Баточина)
Кијево је насеље у Србији у општини Баточина у Шумадијском округу. Према попису из 2022. има 410 становника (према попису из 2011. било је 482 становника).

## Географија
Територија села Кијево налази се у централном делу Србије. Смештена је у источном пределу Шумадије и налази се у јужном делу општинске територије Баточине. Кроз село протиче Кијевачки поток.
Кијево се налази на 187 метара надморске висине, на 9 км јужно од Баточине, 28 км северно од Крагујевца и 126 км јужно од Београда.

## Историја
У турском попису села из 1739/1741. Кијево се помиње као пусто село под називом Горње Кијево што јасно показује да је село постојало и раније. Село је напуштено када су у ове крајеве дошли Аустријанци. У XVIII веку село је поново оживело па је већ у Кочиној крајини имало учесника.
У Првом српском устанку приликом ослобађања ових крајева, у бици код Баточине Карађорђе је на Кијевачком потоку између Кијева и Доброводице победио Турке. У окршају је пало око четристо Турака. У бици су погинули и Мусеин Ганић и Јусуф-ага Климентић.
На првом попису након завршетка Другог српског устанка 1818. Кијево је имало 15. домаћинства са 40 харачких глава. После ослобођења Кијево је до 1874. заједно са Доброводицом и Жировницом чинио исту општину. Прво је седиште било у Доброводици, а затим у Кијеву. Због вишегодишњег сукоба дошло је до разилажења. Прво су 1869. године Кијево и Доброводица тражили одвајање од Жировнице, али се Жировница томе успротивила. касније је Жировница захтевала одвајање па су Кијево и Доброводица формирали општину Кијево.
Кијевци су учествовали у ратовима од 1912–1918, када је из овог села погинуло 60 бораца. Спомен-црква је освећена у јуну 1939.

## Демографија
У насељу Кијево живи 456 пунолетних становника, а просечна старост становништва износи 45,7 година (43,7 код мушкараца и 47,5 код жена). У насељу има 164 домаћинства, а просечан број чланова по домаћинству је 3,35.
Ово насеље је великим делом насељено Србима (према попису из 2002. године), а у последња три пописа, примећен је пад у броју становника.
|             | \| Демографија[4] \| Демографија[4] \| Демографија[4] \| \| Година \| Становника \| Становника \| \| -------------- \| -------------- \| -------------- \| \| 1948. \| 983 \| \| \| 1953. \| 952 \| \| \| 1961. \| 878 \| \| \| 1971. \| 911 \| \| \| 1981. \| 786 \| \| \| 1991. \| 699 \| 624 \| \| 2002. \| 549 \| 598 \| \| 2011. \| 482 \| \| \| 2022. \| 410 \| \| |            |
| Демографија | |            |
| Година      | Становника | Становника |
| 1948.       | 983 |            |
| 1953.       | 952 |            |
| 1961.       | 878 |            |
| 1971.       | 911 |            |
| 1981.       | 786 |            |
| 1991.       | 699 | 624        |
| 2002.       | 549 | 598        |
| 2011.       | 482 |            |
| 2022.       | 410 |            |

| Етнички састав према попису из 2002.‍ | Етнички састав према попису из 2002.‍ | Етнички састав према попису из 2002.‍ | Етнички састав према попису из 2002.‍ | Етнички састав према попису из 2002.‍ |
| ------------------------------------ | ------------------------------------ | ------------------------------------ | ------------------------------------ | ------------------------------------ |
|                                      |                                      |                                      |                                      |                                      |
| Срби                                 | Срби                                 |                                      | 548                                  | 99,81%                               |
| Црногорци                            | Црногорци                            |                                      | 1                                    | 0,18%                                |
| непознато                            | непознато                            |                                      | 0                                    | 0,0%                                 |

## Пољопривреда
Пољопривреда је водећа привредна грана по обиму производње као и по запослености локалног становништва.
Сточарство је најзначајнија грана производње у пољопривреди у Кијеву. Сточарство је најтраженији део пољопривреде, јер њени производи (месо, маст, млеко, јаја) спадају у главне прехрамбене производе становништва. Сељак ситног пољопривредног газдинства у Кијеву је сваштар, гаји више врста стоке. Гаји говеда, свиње, овце, коње и живину.

## Школство
Као и друга села и Кијево је слало своје ђаку у Манастиру Грнчарица. Године 1891. Кијевци су затражили посебну школу и план зграде послали на одобрење. Против овога су устали Доброводичани коју су слали децу у школу у Баточину. Кијевци нису могли да подигну зграду за нову школу, већ су купили кафану Миладина Милојевића. Након поправки комисија је 19. августа 1892. дозволила коришћење ове зграде за школу. Школа је почела да ради 1. септембраа 1892. године.
Данас у Кијеву постоји издвојено одељење основне школе „Свети Сава“ Баточина. Школа је четвороразредна и у њој предаје један учитељ. Такође у Кијеву постоји издвојено одељење дечјег вртића „Полетарац“ из Баточине.

## Верске прилике
Црква Свете Тројице у Кијеву саграђена је и освештена на Ђурђевдан 6. маја 1939. године. Идеју за подизање цркве дао је Архимандрат манастира Хиландар Рафаило Стевановић који је две године раније умро у Манастиру Жича. Приликом освешћења цркве у гробницу су спуштене кости погинулих српских ратника који су страдали у ратовима 1912 – 1918. године. Поред мештана који су прилозима помогли подизање цркве, свој допринос дала је и држава. За зидање је био задужен предузимач Јанићије Милошевић из Крагујевца. У част овог догађаја пооподне је уприличено народно весеље.

## Спорт
У Кијеву је постој фудбалски клуб Младост који се са прекидима такмичи у нижим лигама. Преко лета се традиционално организујовао турнир у малом фудбалу, али се последњих година престало са том традицијом.
| Година пописа     | 1948. | 1953. | 1961. | 1971. | 1981. | 1991. | 2002. |
| ----------------- | ----- | ----- | ----- | ----- | ----- | ----- | ----- |
| Број домаћинстава | 217   | 216   | 200   | 211   | 201   | 179   | 164   |

| Број чланова      | 1  | 2  | 3  | 4  | 5  | 6  | 7 | 8 | 9 | 10 и више | Просек |
| ----------------- | -- | -- | -- | -- | -- | -- | - | - | - | --------- | ------ |
| Број домаћинстава | 35 | 41 | 18 | 24 | 18 | 15 | 8 | 3 | 0 | 2         | 3,35   |

| Пол    | Укупно | Неожењен/Неудата | Ожењен/Удата | Удовац/Удовица | Разведен/Разведена | Непознато |
| ------ | ------ | ---------------- | ------------ | -------------- | ------------------ | --------- |
| Мушки  | 239    | 64               | 150          | 20             | 4                  | 1         |
| Женски | 238    | 26               | 150          | 59             | 3                  | 0         |
| УКУПНО | 477    | 90               | 300          | 79             | 7                  | 1         |

| Пол    | Укупно                    | Пољопривреда, лов и шумарство | Рибарство                            | Вађење руде и камена | Прерађивачка индустрија       |
| ------ | ------------------------- | ----------------------------- | ------------------------------------ | -------------------- | ----------------------------- |
| Мушки  | 135                       | 69                            | 0                                    | 28                   | 18                            |
| Женски | 77                        | 56                            | 0                                    | 3                    | 11                            |
| УКУПНО | 212                       | 125                           | 0                                    | 31                   | 29                            |
| Пол    | Производња и снабдевање   | Грађевинарство                | Трговина                             | Хотели и ресторани   | Саобраћај, складиштење и везе |
| Мушки  | 2                         | 3                             | 2                                    | 1                    | 4                             |
| Женски | 0                         | 0                             | 3                                    | 0                    | 0                             |
| УКУПНО | 2                         | 3                             | 5                                    | 1                    | 4                             |
| Пол    | Финансијско посредовање   | Некретнине                    | Државна управа и одбрана             | Образовање           | Здравствени и социјални рад   |
| Мушки  | 0                         | 0                             | 4                                    | 1                    | 2                             |
| Женски | 0                         | 0                             | 1                                    | 2                    | 1                             |
| УКУПНО | 0                         | 0                             | 5                                    | 3                    | 3                             |
| Пол    | Остале услужне активности | Приватна домаћинства          | Екстериторијалне организације и тела | Непознато            | Непознато                     |
| Мушки  | 1                         | 0                             | 0                                    | 0                    | 0                             |
| Женски | 0                         | 0                             | 0                                    | 0                    | 0                             |
| УКУПНО | 1                         | 0                             | 0                                    | 0                    | 0                             |

## Галерија
- Поглед на један део Кијева
- Споменик из народноослобидилачке борбе у Кијеву
- Турнир у малом фудбалу у Кијеву 2013. године